# وارد شدن (فیلم ۲۰۱۸)
وارد شدن (به انگلیسی: Breaking In) یک فیلم اکشن و دلهره‌آور آمریکایی محصول سال ۲۰۱۸ به کارگردانی جیمز مک‌تیگو با بازی گبریل یونیون، بیلی برک، ایژیانا الکسیس و لوی میدن است. این فیلم دربارهٔ مادری است که پس از تهاجم دزدان به عمارت پدری که به تازگی فوت کرده‌است، باید از فرزندانش محافظت کند.
فیلمبرداری اصلی در ژوئیه ۲۰۱۷ در کالیفرنیای جنوبی آغاز شد. این فیلم در ۱۱ مه ۲۰۱۸ در ایالات متحده اکران شد. بیش از ۵۱ میلیون دلار فروخت و نقدهای متفاوتی دریافت کرد و منتقدان عملکرد یونیون را ستایش کردند اما فیلم را به عنوان «شخصیت‌های نازک طرح‌ریزی شده و توطئه‌ای نامفهوم» توصیف کردند.

## داستان
پس از قتل یک پیرمرد سیاه‌پوست، که با تصادف رانندگی صحنه‌سازی شده، دختر و نوه‌هایش برای فروش به ملک او می‌روند و شب را آنجا می‌مانند. امنیت این عمارت با سیستمی هوشمند و نفوذناپذیر حفاظت می‌شود. شباهنگام چهار خلافکار به آن عمارت می‌ریزند و دختر و پسر زن را به گروگان می‌گیرند، ولی زن می‌تواند بگریزد و با عاطفهٔ مادرانهٔ قوی در اندیشهٔ نجات فرزندانش می‌افتد.

## بازخوردها
در وب سایت جمع‌آوری نقد و بررسی راتن تومیتوز، این فیلم بر اساس ۱۰۸ نقد، با میانگین امتیاز ۴٫۲ از ۱۰، دارای ۲۷ درصد تاییدیه است. در متاکریتیک، این فیلم دارای میانگین وزنی ۴۲ از ۱۰۰ است که بر اساس بررسی‌های ۲۴ منتقد، نشان‌دهنده «بررسی‌های مختلط یا متوسط» است. تماشاگران در نظرسنجی سینماسکور به فیلم نمره متوسط "B" را در مقیاس A + تا F دادند.

### گیشه
این فیلم در ایالات متحده و کانادا ۴۶٫۵ میلیون دلار و در مناطق دیگر ۴٫۵ میلیون دلار به دست آورد که مجموعاً ۵۱٫۴ میلیون دلار در سراسر جهان در مقابل بودجه تولید ۶ میلیون دلاری بود.